# Mihail Alekszejevics Csipurin
Mihail Alekszejevics Csipurin (oroszul: Михаил Алексеевич Чипурин; Moszkva, 1980. november 17.– ) olimpiai bronzérmes orosz válogatott kézilabdázó.

## Pályafutása

### Klubcsapatokban
Pályafutását a CSZKA Moszkvában kezdte, majd a Csehovszkije Medvegyiben kézilabdázott 2002 és 2013 között. Ez idő alatt tíz alkalommal nyerte meg az orosz bajnokságot, a 2005–2006-os szezonban pedig Kupagyőztesek Európa-kupáját nyert. 2013 nyarán szerződött a macedón Vardar Szkopje együtteséhez. 2015-ben bajnok volt a csapattal, egy évvel korábban pedig SEHA-ligát nyert a szkopjeiekkel. 2015 és 2017 között a francia Ivry játékosa volt.

### A válogatottban
2000-ben mutatkozott be az orosz válogatottban, 208 mérkőzésen 505 gólt szerzett a nemzeti csapatban. 2004-ben olimpiai bronzérmes volt, az ötkarikás játékokon nyolc mérkőzésen hatszor volt eredményes.

## Sikerei, díjai
Csehovszkije Medvegyi
- Orosz bajnok: 2004, 2005, 2006, 2007, 2008, 2009, 2010, 2011, 2012, 2013
- Orosz Kupa-győztes: 2006, 2009, 2010, 2011, 2012, 2013
- Kupagyőztesek Európa-kupája-győztes: 2005-2006

Vardar Szkopje
- Macedón bajnok: 2015
- Macedón Kupa-győztes: 2014, 2015
- SEHA-liga-győztes: 2013-2014